# Jacobiturmstraße (Stralsund)

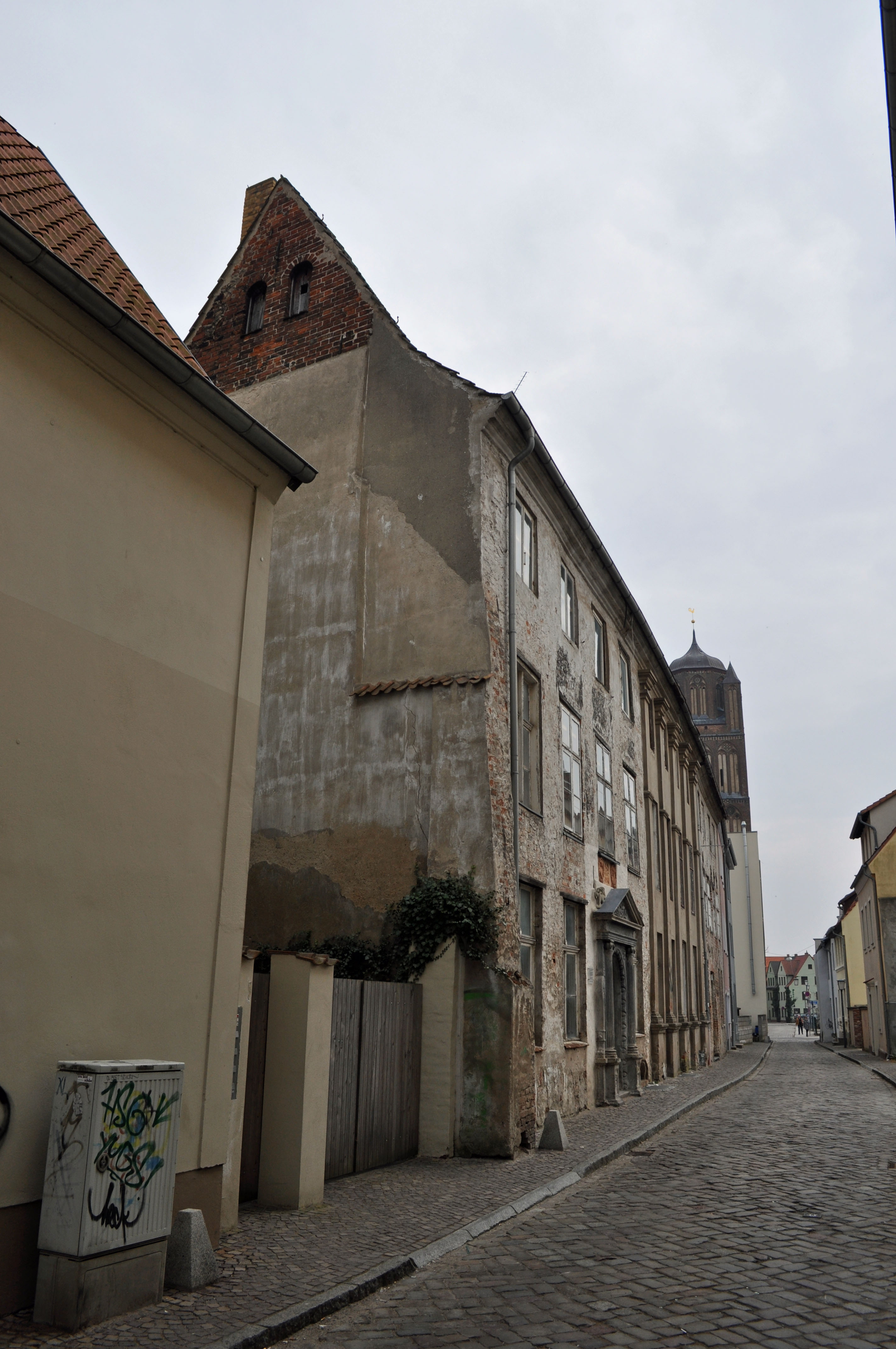
Blick in die Jacobiturmstraße in Stralsund (2012)

Die Jacobiturmstraße im Stadtgebiet Altstadt in Stralsund verbindet die Badenstraße bei der Einmündung der Bechermacherstraße mit der Frankenstraße. Die Heilgeiststraße, Papenstraße und Langenstraße kreuzen die Jacobiturmstraße. Die Böttcherstraße geht von der Jacobiturmstraße ab. Die Jacobiturmstraße gehört zum Kerngebiet des UNESCO-Welterbes Historische Altstädte Stralsund und Wismar.
Die Straße wurde unter diesem Namen im Jahr 1624 erstmals urkundlich erwähnt. Ihren Namen verdankt sie der Jakobikirche, an deren Turm sie vorbeiführt.
Der Abschnitt zwischen Badenstraße und Heilgeiststraße hieß zunächst, nachweisbar ab 1322, Travemünder Straße nach dem Ratsgeschlecht von Travemünde, das zwischen 1277 und 1362 in Stralsund nachweisbar ist und in dieser Zeit drei Ratsmitglieder, darunter zwei Bürgermeister, stellte; bis in das 16. Jahrhundert hinein hielt sich dieser Name noch, teils schon parallel zum erstmals im Jahr 1457 erwähnten neuen Namen Battinmacherstraße nach den hier ansässigen Herstellern von Holzschuhen (Pantinen). Auch der Name Dregerstraße, der von den ansässigen Trägern von Waren herrührte, war im 16. Jahrhundert verbreitet.
Der Abschnitt zwischen Heilgeiststraße und Böttcherstraße hieß zunächst gruttemakerstrate nach den ansässigen Grützemachern, die die zum Bierbrauen benötigte Grütze herstellten. Seit dem Ende des 15. Jahrhunderts hieß der Abschnitt Siebmacherstraße; die Siebmacher stellten Siebe für die Grützmacher her.
Der Abschnitt zwischen Langenstraße und Frankenstraße hieß zunächst Breite Querstraße.
Im Jahr 1869 wurden die bisherigen Abschnitte zur Jacobiturmstraße zusammengefasst.
Zwei der Häuser in der Straße stehen unter Denkmalschutz (siehe auch Liste der Baudenkmale in Stralsund): die Häuser Jacobiturmstraße 16/17 und Jacobiturmstraße 32.